# Styresystemer
Liste over et udvalg af styresystemer.
Et styresystem er den basale software på en computer som gør det muligt af afvikle computerprogrammer, lagre data og udnytte maskinen ressourcer.

## Historisk vigtige tidlige styresystemer
- CTSS (fra MIT)
- ITS
- Multics (fælles projekt mellem Bell Labs, GE og MIT)
- SDS 940
- Tenex
- THE styresystemet (af Dijkstra og andre)
- UNIX

## Tidligere proprietære styresystemer til mikrocomputere
- Apple DOS
- Commodore PET, Commodore VIC-20 og Commodore 64 fra Commodore International
- Den første IBM PC (tre styresystemer blev tilbudt: USCD Psystem, CP/M-86 og PC-DOS)
- Flex (af Technical Systems Consultants til Motorola 6800-baserede mikrocomputerere: SWTPC, Tano, Smoke Signal Broadcasting, Gimix, etc.)
- mini-FLEX (af TSC til 5,25"-disketter på 6800-baserede maskiner)
- Sinclair Micro og QX, etc.
- TI99-4
- TRS-DOS, ROM OS'er (stort set Microsoft BASIC-implementeringer med filsystemsudvidelser)

## Unix-lignendeog andre systemer der overholderPOSIX-standarden
- AIX (Unix fra IBM)
- AtheOS (fortsat som Syllable, kodeforgrening)
- BSD (Berkeley Software Distribution, en variation af Unix til DEC VAX-hardware)
- Coherent (Unix-emulerende styresystem fra Mark Williams Co. til pc'er)
- Cromix (Unix-emulerende styresystem fra Cromemco)
- Debian
- Digital UNIX (som blev HP's Tru64)
- DNIX
- Fedora
- FreeBSD (stammer fra UC Regents' opgivne udgave af CSRG's 'BSD Unix')
- GNU/Hurd
- GNU/Linux (også kaldet Linux efter navnet på kernen)
- HP-UX fra HP
- IRIX fra SGI
- Linux (se GNU/Linux)
- Mac OS X fra Apple Computer
- Menuet
- Minix (studie-styresystem udviklet af Andrew Tannenbaum i Holland)
- NetBSD (BSD-variant, en af CSRG-efterkommerne)
- OpenBSD (BSD-variant, en af CSRG-efterkommerne
- OS-9(til Morotola 6809-baserede maskiner)
- OS-9/68k (til Motorola 680x0-baserede maskiner)
- OS/360
- OS-9000 (OS-9 skrevet i C til Intel og andre processorer)
- OSF/1 )
- Plan 9 (netværksstyresystem udviklet af Bell Labs)
- QNX (POSIX, mikrokerne-styresytem; normalt et "real time"-indkapslet styresystem)
- RiscOS
- SCO UNIX (fra SCO, købt af Caldera og omdøbt til SCO)
- Solaris fra Sun Microsystems
- SunOS fra Sun Microsystems (blev Solaris)
- System V (en udgave af AT&T Unix, 'SVr4' var den fjerde mindre udgave)
- Ubuntu GNU/Linux
- Ultrix (DEC's første udgave af Unix til VAX og PDP-11, baseret på BSD)
- UniCOS
- UNIflex (Unix-emulerende styreystem af TSC til DMA-kapable Mototola 6809-baserede computerere; f.eks. SWTPC, GIMIX, ...)
- UNIX (styresystem udviklet af Bell Labs omkring 1970, oprindeligt af Ken Thompson)
- Xenix (Microsofts licenserede udgave af Unix til forskellige hardwareplatforme)
- z/OS (seneste udgave af IBM's mainframe-styresystem)

## Generisk/mærker, ikke-UNIX og andre
- AROS (Amiga Research Operating System)
- BS2000 af Siemens AG
- Control Program/Monitor-80 (CP/M)
- CP/M-86 (CP/M til Intel 8088/86 fra Digital Research)
- DR-DOS (MS-DOS-kompatibel fra Digital Research, senere fra Novell og siden Caldera)
- FLEX9 (af TSC til Motorola 6809-baserede maskiner; efterfølger til FLEX)
- FreeDOS (Open source styresystem der er et alternativ til MS-DOS)
- Inferno (netværksstyresystem fra oprindeligt Bell Labs Computer Research)
- Mach (fra CMU's forskning i styresystemskerner)
- MorphOS af Genesi
- MP/M-80
- MS-DOS (Microsoft-udviklet styresystem til IBM PC-kompatible maskiner)
- NetWare af Novell
- NewOS
- NeXTSTEP (der, mere eller mindre, blev Mac OS X af NeXT)
- Oberon/operating system (udviklet på ETH-Zurich af Niklaus Wirth og andre)
- OS-9 (Unix-emulerende styresystem fra Microware til Motorola 6809-baserede mikrocomputere)
- OS-9/68k (Unix-emulerende styresystem fra Microware til Morotola 680x0-baserede computerere; videreudvikling af OS-9)
- PC-DOS (IBM's udgave af DOS til pc'er)
- Plan 9 (netværksstyresystem fra oprindeligt Bell Labs Computer Research)
- Primos af Prime Computer
- QDOS (udviklet hos Seattle Computer Products af Tim Paterson til de nye Intel 808x-CPU'er; licenseret til Microsoft – blev MS-DOS/PC-DOS)
- SkyOS
- SSB-DOS (af TSC til Smoke Signal Broadcasting; en variant af FLEX i den fleste henseender)
- TempleOS
- TripOS
- TUNES
- VME af International Computers Limited (ICL)
- UCSD P-system

## Acorn
- Arthur
- ARX
- RISC OS
- RISCiX

## Amiga
- AmigaOS
- Amix

## Atari ST
- MiNT
- MultiTOS
- TOS

## Apple/Macintosh
- Apple DOS
- GS/OS
- Mac OS
- Mac OS X
- ProDOS

## Be Incorporated
- BeIA
- BeOS

## Digital/Compaq/HP
- AIS
- ITS (til PDP-6 og PDP-10)
- OS-8
- RSTS/E (kørte på flere maskiner, primært PDP-11'ere)
- RSX-11 (flerbruger, multitasking-styresystem til PDP-11'ere)
- RT-11 (enkeltbruger-styresystem til PDP-11)
- TENEX (fra BBN)
- TOPS-10 (til PDP-10)
- TOPS-20 (til PDP-10)
- VMS (by DEC til serien af VAX-minicomputere, Alpha og Itanium; senere omdøbt til OpenVMS)
- WAITS

## IBM
- AIX (en udgave af Unix)
- ALCS
- Basic Operating System (første system frigivet til System 360, som en midlertidig løsning)
- DOS/VSE
- IBM i (tidligere OS/400 og i5/OS)
- MFT (senere kaldet OV/VS1)
- MVS (seneste variant af MVT)
- MVT (senere kaldet OV/VS2)
- OS/2
- OS/360 (første planlagte styresystem til System 360-arkitekturen)
- OS/390
- SVS
- TPF
- PC-DOS (alias MS-DOS når købt fra Microsoft)
- VM/CMS
- z/OS

## Microsoft
- Microsoft Windows
  - Windows 1.0
  - Windows 2.0
  - Windows 3.0
  - Windows 3.1
  - Windows 95
  - Windows 98
  - Windows ME
- Windows NT 3.1 (udviklet hos Microsoft af et hold under ledelse af David Cutler)
  - Windows 7
  - Windows NT 3.5
  - Windows NT 4.0
  - Windows 2000 (alias Windows NT v5.0)
  - Windows Server 2003
  - Windows Vista (codename Longhorn)
  - Windows XP (alias Windows NT v5.1)
  - Windows 8
  - Windows 10
- Midori internt kodenavn for udvikling af nyt Microsoft styresystem
- MS-DOS
- Windows CE (kompakt udgave, til håndholdte computere)
  - Windows Phone 7
  - Windows Phone 8
- Xenix (licenseret udgave af Unix; solgt til SCO i 1990'erne)

## PDA'er
- Android
- EPOC
- Palm OS
- Pocket PC
- Symbian OS
- Windows CE